# Pelinopsis photias
Pelinopsis photias là một loài bướm đêm trong họ Crambidae.